# Thôi Thế An
Thôi Thế An (tiếng Trung: 崔世安; bính âm: Cuī Shì'ān, tiếng Bồ Đào Nha: Fernando Chui Sai On, sinh 13 tháng 1 năm 1957). Ông là trưởng quan hành chính của Khu hành chính đặc biệt Ma Cao từ năm 2009 đến năm 2019. Ông cũng từng đảm nhiệm chức vụ trưởng ty ty văn hóa xã hội của Ma Cao, giữ chức chủ tịch và các chức vụ khác của Ủy ban Macau Grand Prix (Giải đua ô tô Công thức 1 Ma Cao).

## Gia đình
Thôi Thế An xuất thân từ Thôi gia, một trong "tam đại gia tộc Ma Cao". Ông nội của ông là Thôi Cửu Căn (崔九根), cha của ông là Thôi Đức Thắng (崔德勝), chú của ông là Thôi Đức Kỳ (崔德祺). Anh trai và em họ của Thôi Thế An là Thôi Thế Xương (崔世昌) và Thôi Thế Bình (崔世平), cũng là hai nhân vật chính trị trong cơ quan lập pháp và hành chính của Ma Cao. Phu nhân của ông là Hoắc Huệ Phân (霍慧芬), bà là cháu gái họ của Hoắc Anh Đông (霍英東)- một doanh nhân có uy thế tại Hồng Kông và từng là phó chủ tịch Hội nghị Hiệp thương Chính trị Nhân dân Trung Quốc, Hoắc phu nhân đã tốt nghiệp Middlesex Polytechnic tại Luân Đôn, Anh Quốc.

## Học tập
Năm 1973, Thôi Thế An theo học tại trường Trung học Lĩnh Nam Ma Cao, sau đó sang Hoa Kỳ du học. Ông lấy bằng cử nhân ngành quản lý vệ sinh đô thị tại Đại học Bang California tại Sacramento. Ông nhận được học vị thạc sĩ ngành quản lý y khoa, tiến sĩ ngành vệ sinh công cộng tại Đại học bang Oklahoma tại Stillwater.

## Sự nghiệp
Sau đó, Thôi Thế An trở về Ma Cao, thành lập "phòng hóa nghiệm y học X quang Thôi thị". Năm 1992, ông bắt đầu tham gia chính đàn Ma Cao, năm đó ông thành công trong việc gia nhập Hội Lập pháp nhiệm kỳ thứ 5. Đến năm 1996, Thôi Thế An đã thất bại trong cuộc chạy đua tái cử. Thôi Thế An cũng từng là ủy viên của Ủy ban Thanh niên chính phủ Bồ Đào Nha tại Ma Cao, ủy viên Ủy ban Môi trường Ma Cao. Ngoài ra, Thôi Thế An từng nhậm chức hiệu trưởng của học hiệu Kính Bình, hiệu trưởng trung tâm chuyên nghiệp tiên tiến Kính Bình.
Tháng 8 năm 1999, Thôi Thế An được Quốc vụ viện Trung Quốc bổ nhiệm trưởng ti ti văn hóa xã hội của chính quyền khu hành chính đặc biệt Ma Cao. Ông tiếp tục tái nhiệm chức vụ này vào ngày 4 tháng 12 năm 2004.
Tháng 6 năm 2009, ông trở thành ứng cử viên duy nhất trong cuộc bầu cử trưởng quan hành chính Ma Cao. Ông được 286 trên tổng số 300-thành viên trong hội đồng đề cử. Trong ngày bầu cử, 26 tháng 5, 282 thành viên hội đồng đã bỏ phiếu cho Thôi Thế An (14 phiếu trắng, 4 không bỏ phiếu) và ông đảm nhiệm chức vụ trưởng quan hành chính Ma Cao từ tháng 12 năm 2009.